# Sipelga
Sipelga – wieś w Estonii, w prowincji Tartu, w gminie Peipsiääre.